# Mode de producció esclavista
El Mode de producció esclavista és un dels modes de producció que Karl Marx va definir com estadis de l'evolució de la història econòmica definits per un determinat nivell de desenvolupament de les forces productives i una forma particular de relacions de producció.
El mode de producció esclavista és propi d'un nivell de desenvolupament de forces productives netament preindustrial. El capital és escàs, no havent incentius per a la inversió econòmica encara que hi hagi immenses fortunes; les tècniques són molt rudimentàries i tradicionals, no havent incentiu per a millora encara que pugui haver-hi un espectacular desenvolupament intel·lectual. Terra i treball són els mitjans de producció fonamentals.
Al mode de producció esclavista, la força de treball està sotmesa a esclavatge, és a dir: no és propietat dels treballadors, que, per tant, no han de ser retribuïts (els proletaris del mode de producció capitalista posseeixen almenys la seva força de treball i han de ser retribuïts amb el salari).
La reproducció de la força de treball queda com a responsabilitat del propietari de l'esclau, que pel seu propi interès alimenta i fins i tot incentiva a la reproducció biològica dels seus esclaus. En el mode de producció esclavista, les relacions socials estan basades en la propietat privada i el dret, que converteixen a unes persones en lliures i altres en esclaves L'interès en la millora de la producció correspon únicament al propietari, ja que l'esclau no es beneficia ni es perjudica directament per una millor o pitjor collita.
El mode de producció esclavista va perviure fins al segle xix als Estats Units d'Amèrica, i va continuar existint en tot el món, sobrevivint fins que el moviment abolicionista la va considerar una situació socialment inacceptable. Encara avui dia reapareix en alguns llocs d'Àfrica.